# Dicranomyia saxatilis
Dicranomyia saxatilis är en tvåvingeart som beskrevs av Frederick Askew Skuse 1890. Dicranomyia saxatilis ingår i släktet Dicranomyia och familjen småharkrankar. Inga underarter finns listade i Catalogue of Life.